# フォー・ザ・フォールン・ドリームズ
フォー・ザ・フォールン・ドリームズ(英: For the Fallen Dreams)はアメリカ合衆国ミシガン州出身のメタルコア・ハードコアバンドである。
2012年までライズ・レコードに籍を置いていたが、その後アーテリー・レコードに移籍。2014年に入り、現在は再びライズ・レコードに加入している。
2015年6月に来日し、東京、名古屋、大阪、横浜の4都市にて公演を行った。

## 来歴
2003年にアーロン・ロン(ボーカル)、クリス・アッシュ(ベース)、アンドリュー・トカチク(ドラム)、クリス・クロール(ギター)、ジム・ホッキング(ギター)の5人で結成。当時はデスコアバンドとして活動していた。
ランシングでのライブ活動の後、ロンと入れ替わりでアンドリュー・ユールがボーカルとして加入。そのメンバーで最初のセルフタイトルEPをリリースおよびライブを行った。その後も多くのメンバーの変遷を経て、2007年に3枚目のEPとなる『New Beginning』をリリースする。この作品以降、当時ベーシストを務めていたチャド・ルーリッグがボーカルを執ることになる。
その後、マーカス・モーガンが新しいギタリストとして加入し、2008年にライズ・レコードより初のフルアルバム『Changes』をリリースする。しかしこのアルバムのリリース後、ルーリッグが脱退してしまう。バンドは新たに、From Under the Gallowsでボーカルを務めていたディラン・リクターを迎え、2009年に2枚目のフルアルバム『Relentless』をリリースする。
2011年2月、トカチクがザ・ゴースト・インサイドでの活動に専念するため脱退。同年5月、ア・デイ・トゥ・リメンバーのギタリスト、トム・デニーをプロデューサーに迎え制作した3rdアルバム『Back Burner』をリリース。
2012年7月、デニーを再びプロデューサーに迎えた4thアルバム『Wasted Youth』をリリースする。この作品以降2013年までアーテリー・レコードに籍を切り替えている。
2013年1月、リクターがバンドの脱退を宣言すると、翌月の2013年2月にルーリッグが5年振りの復帰を果たす。また、ルーリッグに次いでドラマーのトカチクも復帰した。3月にはライズ・レコードに再移籍する。
2014年1月、ライズ・レコードよりルーリッグ復帰後初のフルアルバムである5th『Heavy Hearts』をリリース。
2018年2月、6th『Six』をリリース。

## メンバー

### 現在
- チャド・ルーリッグ –  ボーカル (2006–2008, 2013–現在), ベース  (2005) (Legend, ex-Ares Letum)
- ジム・ホッキング –  リードギター・リズムギター (2003–現在), コーラス (2013–現在)
- ブランドン・スタストニー –  ベース・コーラス (2011–現在) (ex-Thick As Blood)
- ネイヴィッド・ナグディ –  ドラム (2013–現在) (Legend, ex-Abacabb)

### 過去
| ボーカル - アーロン・ロン – (2003-2004) (ex-X-ray of a Graveyard, ex-Dark Lay Still) - アンドリュー・ユール – (2004-2005) - ディラン・リクター – (2008–2013) (ex-From Under the Gallows) リズムギター - カラン・ブレム – (2009–2012) (ex-We Were Gentlemen, Attila) - クリス・ケイン – (2008–2009) (ex-Elysia, ex-Bury Your Dead, The Silent Age) - ジェイソン・スペンサー – (2007–2008) (Wilson, ex-From Under the Gallows) - マーカス・モーガン – (2006-2007) - ジョッシュ・ドア – (2005-2006) - クリス・クロール – (2003-2004) | ベース - ジョーダン・マクファーソン – (2011) - リチャード・ニューパート – (2010, fill in 2011)(ex-We Were Gentlemen) - ジェイミー・カノ – (2010) (ex-From Under the Gallows) - ジョーイ・エリス – (2007–2010) (First Blood, Crusader, ex-Legend) - スコット・グリーン – (2006-2007) - アンドリュー・ビール – (2005) (ex-Ares Letum, ex-Beyond the Wall of Sleep, King 810) - パット・ハーン – (2004) (ex-And Hell Followed With, ex-Beyond the Wall of Sleep, ex-Ares Letum) - ジョーン・ミッシュ – (2004) - クリス・アッシュ – (2003) ドラム - ディラン・シッピー – (2012–2013) (ex-Legend) - アーヴィン・サラシー – (2011) (Brightwell) - アンドリュー・トカチク – (2003–2011) 作曲/レコーディングメンバー (since 2013) (The Ghost Inside) |

タイムライン

## ディスコグラフィー

### スタジオアルバム
| 2008 | Changes - リリース日: 2008年1月8日 - レーベル: ライズ・レコード - フォーマット: CD, ダウンロード                  | —   | —  | —  | —  | —  |
| 2009 | Relentless - リリース日: 2009年7月21日 - レーベル: ライズ・レコード - フォーマット: CD, ダウンロード              | —   | 29 | —  | —  | —  |
| 2011 | Back Burner - リリース日: 2011年5月24日 - レーベル: ライズ・レコード - フォーマット: CD, ダウンロード             | 187 | 4  | 28 | 46 | 10 |
| 2012 | Wasted Youth - リリース日: 2012年7月17日 - レーベル: アーテリー・レコード - フォーマット: CD, ダウンロード        | 176 | 6  | 31 | —  | 16 |
| 2014 | Heavy Hearts - リリース日: 2014年4月4日 - レーベル: ライズ・レコード - フォーマット: CD, ダウンロード, ビニール盤 | 162 | 3  | 27 | 33 | 12 |
| 2018 | Six - リリース日: 2018年2月16日 - レーベル: ライズ・レコード - フォーマット: CD, ダウンロード                     | —   | —  | —  | —  | —  |

### EP
| 年   | タイトル                     | レーベル       |
| 2004 | Dead As the Rest (デモ)      | セルフリリース |
| 2005 | For the Fallen Dreams (デモ) | セルフリリース |
| 2007 | New Beginnings               | セルフリリース |

### シングル
- Strange Faces (ライズ・レコード, 2011)
- Substance (ライズ・レコード, 2013)